# 大阪東通
大阪東通（おおさか・とうつう）は、テレビ技術会社・東通のかつての子会社。近畿地方を基盤とした制作プロダクションであった。
元々東通の関西支社として運営していたが、1968年に東通と在阪民間テレビ放送各局などが共同出資し子会社として独立。主に朝日放送製作の番組（全体の約4割）を中心として、在阪各局のテレビ番組への製作・技術面での協力を手掛けていた。
しかし経営面では1980年代から当時の経営者が乱脈経営を繰り返したことや、不動産投資などの経営多角化の失敗、更に債務免除のための金融機関との交渉も進まなかったことや、地上デジタルテレビ放送開始に受けた設備投資へ向けた資金調達も十分にできなかったことも災い、2001年9月に民事再生法を申請し経営破綻した。
その後東通本社に一度再統合して経営再建を果たし、東通大阪支社として活動していたが、2010年4月に同じ大阪東通の関連会社であった関西東通（事業譲渡前の2010年2月に東通テクノサービスから社名変更）が大阪支社の事業を継承している。

## 製作番組
東通大阪支社、及び現在の関西東通の分も含む。

## 関連会社
- 東通（本社）
- 関西東通（大阪東通→東通大阪支社の事業承継先）
- 東通インフィニティー
- ライズ・アップ（現：東通ライティング）
- 東通企画

## 著名関係者
- 福家雅明（元阪神タイガース。Tigers-ai、スカイ・エーのタイガース主管試合中継ディレクター）